# مسجد میرزا هادی
مسجد میرزا هادی (امامی) مربوط به دوره قاجار است و در شیراز، محله سنگ سیاه، جنب بیبی دختران واقع شده است. این مسجد با طاق های بسته ی تیزه دار و با هنر آجرکاری زیبای خود، فضای چشم نوازی را برای مخاطبان به تصویر می کشد. حوضی بزرگ در میانه ی حیاط، در راستای سبک معکاری ایرانی، تعدیل دمای محیط را تامین می کند و نیز مانند فیروزه ای زلال، آبی برای وضوی نمازگزاران را در اختیار می گذارد. رواق های زیبا - از زیبایی های معماری مساجد ایران - در این مسجد نیز به چشم می خورد و نیز حیاط خلوتی در ضلع شرقی این مسجد خلوت گاهی برای پناهندگان به فضای معنوی این بناست. 
به منظور حفاظت و پایداری این بنا، مرمت های مستمر بر روی آن از سوی وزارت میراث فرهنگی، گردشگری و صنایع دستی انجام می شود. در سال 91 رواق های ضلع شرقی و غربی و نیز حیاط خلوت این مسجد مورد مرمت قرار گرفت و هم اکنون نیز در خرداد ماه 1399 خورشیدی در حال مرمت های بیشتر می باشد. این اثر در تاریخ ۱۱ دی ۱۳۸۰ با شمارهٔ ثبت ۴۵۱۵ به‌عنوان یکی از آثار ملی ایران به ثبت رسیده است.